# Очковый какаду
Очковый какаду (лат. Cacatua ophthalmica, син. Plyctolophus ophthalmicus) — птица семейства какаду.

## Внешний вид
Попугай крупных размеров. Взрослые особи достигают 47—56 см; вес 800—900 г. Окраска оперения белая. Ушки, основа шеи и щёки с лёгким желтоватым налётом. Подкрылья и подхвостье — желтоватые. Хохолок длинный, широкий, округлый, окрашен в различные цвета: оранжевый, лимонный и светло-розовый. Окологлазные кольца лишены перьев, голые, серо-голубого цвета, похожие на очки, что и послужило поводом для названия этого вида. Клюв серо-чёрный. Лапы тёмно-серые. Радужка у самца тёмно-коричневая, у самки красновато-коричневая.

## Распространение
Обитает на островах архипелага Бисмарка, в частности на островах Новая Ирландия, Новая Британия и на северо-западе Новой Гвинеи.

## Образ жизни
Населяют леса, опушки, лесосеки со сплошной рубкой, пойменные леса, до высоты 1000 м над уровнем моря. Держатся небольшими стаями до 20 особей. Питаются семенами, орехами, ягодами, плодами, насекомыми и их личинками.

## Размножение
Гнездятся в дуплах высоких деревьев. В кладке 1—2 яйца, насиживание длится 28—30 дней. Птенцы покидают гнездо в возрасте около 4 месяцев.

## Содержание
Легко приручается. В домашне-вольерных условиях может жить до 50—60 лет.